# Орёл, Анатолий Константинович
Анатолий Константинович Орёл (укр. Анатолій Костянтинович Орел; род. 16 февраля 1943, г. Винница) — украинский государственный деятель, дипломат. Заместитель Главы Администрации Президента Украины — руководитель Главного управления по вопросам международных отношений Администрации Президента Украины (1999—2004), ранг — Чрезвычайный и Полномочный посол (1992).

## Биография
В 1957—1961 годах обучался в Винницком строительном техникуме.
В 1961—1962 годах — техник Винницкого бюро технической инвентаризации.
В 1962—1964 годах — служба в армии.
В 1964—1965 годах и 1969—1974 годах обучался в Военном институте иностранных языков (Москва).
В 1966—1969 годах — переводчик Посольства СССР в Индонезии.
В 1974—1988 годах — старший преподаватель Военного института иностранных языков.
В 1988—1990 годах — референт Международного отдела ЦК КПСС (Москва).
В 1991—1992 годах — советник Посольства СССР в Италии.
С 6 марта 1992 по 31 декабря 1997 года — Чрезвычайный и Полномочный Посол Украины в Италии.
С 14 марта 1995 по 31 декабря 1997 года — Чрезвычайный и Полномочный Посол в Республике Мальта по совместительству.
С 26 января 1998 по 19 августа 1999 года — заместитель министра иностранных дел Украины.
В 1998—2004 годах — Председатель национальной комиссии по делам ЮНЕСКО, член Исполнительного комитета ЮНЕСКО.
В 1999—2004 годах — заместитель Главы Администрации Президента Украины — руководитель Главного управления по вопросам международных отношений Администрации Президента Украины.
С 1 июля 2004 по 15 февраля 2005 года — Чрезвычайный и Полномочный Посол Украины в Итальянской Республике.
С 1 июля 2004 по 15 февраля 2005 года — Постоянный представитель Украины в ФАО по совместительству.
С 4 декабря 2004 по 15 февраля 2005 года — Чрезвычайный и Полномочный Посол Украины в Республике Мальта по совместительству.
С 8 ноября 2006 по 19 декабря 2007 года — советник Премьер-министра Украины.
С 2008 года — генеральный директор Центра международных и сравнительных исследований.
Иностранные языки: индонезийский, итальянский, английский.
Женат, 4 детей.

## Награды
- Почётный знак отличия Президента Украины (22 августа 1996 года) — за выдающиеся достижения в труде, способствующих экономическому, научно-техническому и социально-культурному развитию Украины, укреплению её государственности и международного авторитета, и по случаю пятой годовщины независимости Украины[16]
- Командор ордена «За заслуги перед Итальянской Республикой» (28 октября 1996 года, Италия)[17]
- Кавалер Большого креста ордена Заслуг (16 апреля 1998 года, Португалия)[18]
- Офицер ордена Великого князя Литовского Гядиминаса (4 ноября 1998 года, Литва)[19]
- Гранд-офицер ордена Освободителя Сан-Мартина (11 декабря 1998 года, Аргентина)[20]
- Великий офицер ордена Заслуг (19 июня 2001 года, Португалия)[18]
- Командор 1-го класса ордена Святого Григория Великого (11 декабря 2001 года, Ватикан)[21][22]
- Великий офицер ордена «За заслуги перед Итальянской Республикой» (2 июня 2002 года, Италия)[23]
- Орден «За заслуги» II степени (12 февраля 2003 года) — за весомые достижения в профессиональной деятельности, добросовестный многолетний труд[24]
- Орден Дружбы (21 февраля 2003 года, Россия) — за большой вклад в укрепление дружбы и сотрудничества между Российской Федерацией и Украиной[25][26]